# Tidiga norska black metal-scenen

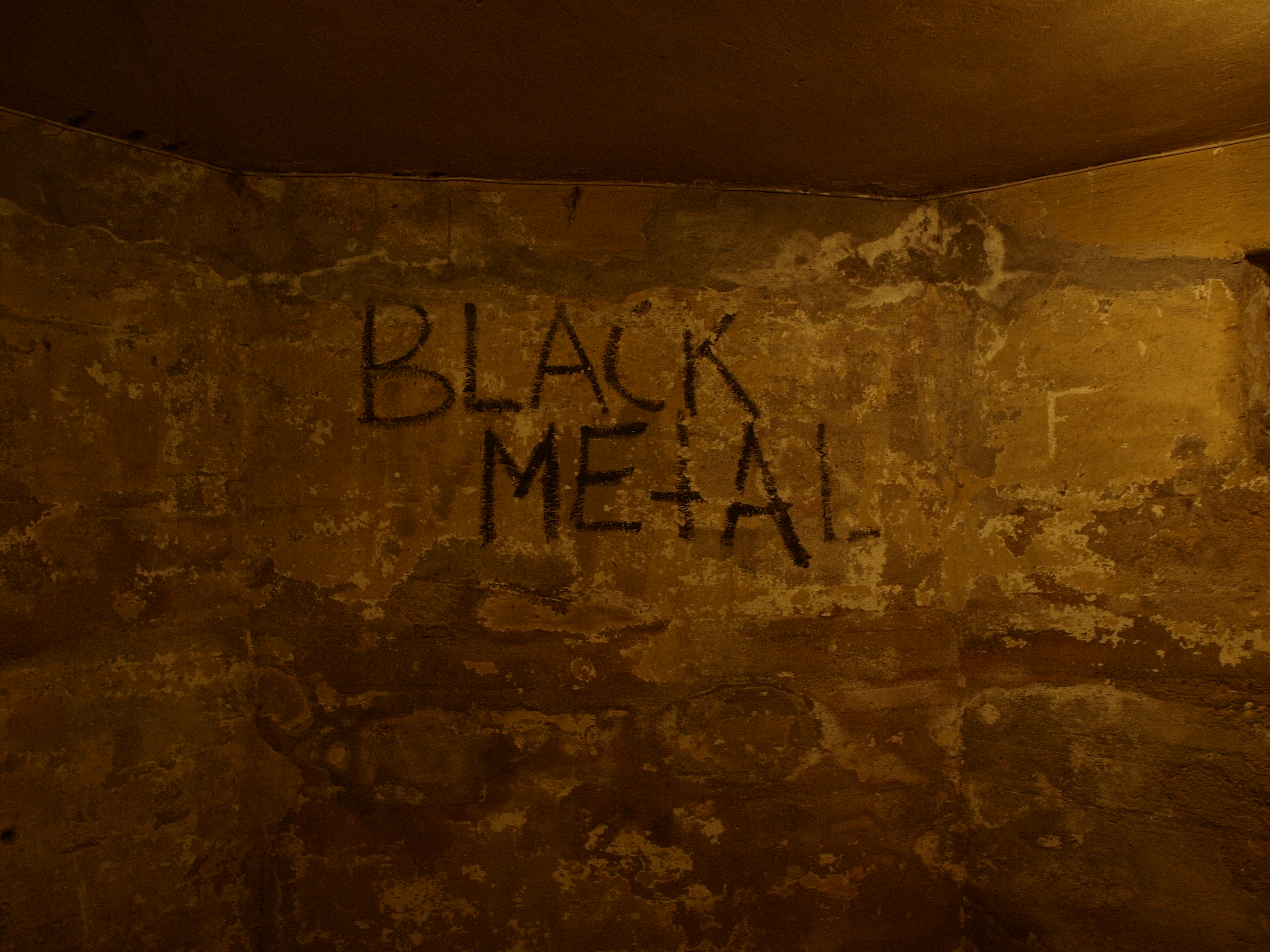
Skivaffären Helvetes källare.

Den tidiga norska black metal-scenen bestod av ett antal norska black metal-entusiaster i början av 1990-talet. Denna tidiga grupp kallade sig själva The Black Circle och hade en samlingsplats i skivaffären Helvete i Oslo. Skivaffären existerade mellan 1991 och 1993 och drevs av det norska bandet Mayhems frontfigur Euronymous. Trummisen Bård Eithun både bodde och arbetade i affären under en tid.
Denna rörelse betraktas ibland som ursprunget till en genre vid namn True Norwegian Black Metal, som en undergrupp till black metal. Typiska band för genren är Darkthrone, Burzum, Taake, Immortal och Emperor.